# Кадиров, Мамазия
Мамазия Кадиров — советский хозяйственный, государственный и политический деятель, Герой Социалистического Труда.

## Биография
Родился в 1924 году в Ферганской области. Член КПСС с 1958 года.
С 1940 года — на хозяйственной, общественной и политической работе. В 1940—1985 гг. — колхозник, военнослужащий Советской Армии, табельщик, кассир колхоза, бригадир колхоза «Большевик» Багдадского района Ферганской области.
Указом Президиума Верховного Совета СССР от 26 февраля 1981 года присвоено звание Героя Социалистического Труда с вручением ордена Ленина и золотой медали «Серп и Молот».
Избирался депутатом Совета Союза Верховного Совета СССР 7-го созыва от Ленинградского избирательного округа Ферганской области.
Умер до 1985 года.